# Bimota YB2
La Bimota YB2 è una motocicletta da competizione prodotta a cavallo tra la fine degli anni settanta e i primi anni ottanta dalla casa motociclistica riminese Bimota in un numero di quindici esemplari. Il nome, come da nomenclatura standard della casa, sta ad indicare che questo è cronologicamente il secondo modello dotato di propulsore Yamaha.
Essa veniva venduta all'epoca come moto completa al prezzo di 6.900.000 lire oppure come solo telaio al prezzo di 2.250.000 lire.

## Storia
Durante gli anni settanta la Bimota era una delle tante piccole aziende specializzate nella fabbricazione di componenti per moto da competizione e i suoi prodotti più ricercati erano i telai, tanto che molti piloti utilizzavano quelli prodotti dalla Bimota anche sulle moto dei team ufficiali che disputavano il Motomondiale quando ritenevano che il prodotto della casa riminese fosse migliore di quello fornito loro dalla casa madre. Emblematico il caso del venezuelano Johnny Cecotto, che conquistò il titolo mondiale del 1975 utilizzando nella seconda metà del campionato il telaio Bimota YB1 invece di quello originale della sua Yamaha TZ 350, avvenimento che ovviamente non venne sottolineato dal suo sponsor, l'importatore venezuelano della Yamaha.

## Tecnica
Evoluzione della precedente Bimota YB1, era costruita intorno ad un leggerissimo telaio a doppia culla in acciaio al cromo-molibdeno, identico a quello della Harley Davidson HDB2, anch'esso realizzato dalla casa riminese. A differenza di questo, però, i due ammortizzatori posteriori e il forcellone scatolato furono rimpiazzati rispettivamente da un monoammortizzatore De carbon e da un forcellone tubolare con "cantilever", mentre i supporti del motore al telaio furono modificati per poter montare i motori giapponesi. L'impianto frenante era fornito dalla Brembo e prevedeva doppio disco anteriore e disco posteriore singolo, con pinze a singolo pompante.
Come la YB1, la YB2 utilizzava un motore bicilindrico in linea a due tempi raffreddato a liquido, proveniente dalla Yamaha TZ 250 o TZ 350. La versione di 250 cc sviluppava 55 CV a 11000 giri/min, con una coppia di 3,6 kgm a 10750 giri/min, mentre la 350 cc, che aveva misure di alesaggio x corsa di 64 x 54 mm, sviluppava 60 cv a 9500giri/min. In entrambi i casi il motore era alimentato da una coppia di carburatori "Mikuni VM34SC".

## Carriera agonistica
La YB2 venne impiegata nel motomondiale classe 250 e 350 del 1976.